# Rhus kirkii
Rhus kirkii là một loài thực vật có hoa trong họ Đào lộn hột. Loài này được Oliv. miêu tả khoa học đầu tiên năm 1868.